# سيرغي ترويان
سيرغي ترويان هو لاعب كرة قدم روسي في مركز الوسط، ولد في 4 أكتوبر 1984 في أستراخان في روسيا. لعب مع روتور فولغوغراد ونادي ساتورن رامنسكوي.

## وصلات خارجية
- سيرغي ترويان على موقع قاعدة بيانات كرة القدم.إي يو (الإنجليزية)
- سيرغي ترويان على موقع Soccerway.com (الإنجليزية)